# Jacinto Machado
Jacinto Machado is een gemeente in de Braziliaanse deelstaat Santa Catarina. De gemeente telt 11.051 inwoners (schatting 2009).

## Aangrenzende gemeenten
De gemeente grenst aan Ermo, Praia Grande, Santa Rosa do Sul, São João do Sul, Sombrio, Timbé do Sul, Turvo en Cambará do Sul (RS).